# Trichostomum aequatoriale
Trichostomum aequatoriale är en bladmossart som beskrevs av Richard Spruce och Hugh Neville Dixon 1924. Trichostomum aequatoriale ingår i släktet lansettmossor, och familjen Pottiaceae. Inga underarter finns listade i Catalogue of Life.